# 伊在庭
伊在庭（1537年—1575年），字繼美，號繼山，直隸應天府上元縣匠籍，蘇州府吳縣人，明朝政治人物。

## 生平
嘉靖四十年（1561年）辛酉科應天鄉試第六十八名舉人，四十四年（1565年）中式乙丑科會試第三名，二甲第二名進士。吏部觀政，授刑部主事，隆慶三年（1569年）五月改禮部主事，十月升員外郎，四年（1570年）四月養病，六年（1572年）七月復除禮部員外郎，萬曆二年（1574年）十月改南京兵部員外郎，三年（1575年）卒。

## 家族
曾祖伊乘，四川按察司僉事；祖父伊伯熊，府同知；父伊敏生，山西布政使司參政。母葉氏（累封淑人）。兄伊在道（庠生），弟伊在選、伊在迪、伊在遇、伊在遲、伊在違。